# Automobile Association of Namibia
Die Automobile Association of Namibia (AA Namibia bzw. AAN) ist der Verkehrsclub in Namibia mit Sitz in der Hauptstadt Windhoek. Er wurde am 13. April 1989 gegründet und ist seit 2004  Mitglied der FIA.
Der Verein ist seit 2014 einziger Gesellschafter des Unternehmens Namibia Automobile Association (NAA), als Proprietary Limited, wodurch er kommerzielle Dienstleistungen, darunter eine Fahrschule, betreibt.
Der AA Namibia arbeitet eng mit staatlichen Stellen, darunter der Roads Authority, dem Motor Vehicle Accident Fund und dem National Road Safety Council zusammen. Er stellt seit 2017 den Internationalen Führerschein aus.